# Acoustique industrielle
 (décembre 2013).
Si vous disposez d'ouvrages ou d'articles de référence ou si vous connaissez des sites web de qualité traitant du thème abordé ici, merci de compléter l'article en donnant les références utiles à sa vérifiabilité et en les liant à la section « Notes et références ».
L'acoustique industrielle est le domaine technologique de l'application de vibrations pour transformer des matériaux. Les fréquences de ces vibrations, de forte puissance, sont fréquemment au-delà du domaine audible. Les procédés les plus courants sont le décapage, la découpe et le soudage par ultrasons.
Selon une autre définition, l'acoustique industrielle est l'ensemble des techniques servant à modifier la production et la transmission des sons et des bruits propres à l'industrie[réf. souhaitée].

## Technologies acoustiques dans l'industrie
Ces technologies utilisent principalement des ultrasons, soit à faible puissance pour explorer les matériaux, soit à forte puissance pour les transformer.

## Acoustique environnementale industrielle
Cette branche s'occupe principalement des fréquences audibles, bien que les vibrations à très basse fréquence ou des ultrasons puissent préoccuper, du fait qu'en passant dans un milieu non-linéaire elles peuvent provoquer des phénomènes audibles, et que, même inaudibles, elles puissent avoir des effets sur la santé des personnes et la sécurité des machines et des bâtiments.
Pour limiter le bruit émis par une machine, à l'intérieur ou à l'extérieur d'un bâtiment, en tenant compte des caractéristiques de la machine, la machine est enfermée dans un capotage dont les parois sont insonorisantes.
Pour limiter les bruits des basses fréquences, les panneaux seront composés de couches de densités différentes et de poids élevés. L'entrée et la sortie d'air chaud sont protégées par des silencieux.
Le silencieux est un tunnel dans lequel on a inséré des surfaces absorbantes. Les silencieux sont calculés en fonction du débit d'air et de la puissance d'émission de bruit.
Dans le cas où il n'y a pas de possibilité d'enfermer la machine et c'est le cas des gros systèmes de conditionnement d'air, une paroi absorbante entoure la machine. La surface de cette paroi est calculée en fonction du bruit émis par la machine.